# Válka umění
Válka umění (v anglickém originále The War of Art) je 15. díl 25. řady (celkem 545.) amerického animovaného seriálu Simpsonovi. Scénář napsal Rob LaZebnik a díl režíroval Steven Dean Moore. V USA měl premiéru dne 23. března 2014 na stanici Fox Broadcasting Company a v Česku byl poprvé vysílán 19. června 2014 na stanici Prima Cool.

## Děj
Poté, co Lízino nové morče zničí Simpsonovým v obývacím pokoji malbu lodě nad gaučem, zamiluje se Marge do krásného obrazu, který Homer koupí za 20 dolarů na výprodeji u Van Houtenových. Marge odstraní rám a zjistí, že obraz je podepsán Johanem Oldenveldtem, známým umělcem. Odhadce umění odhaduje, že by obraz mohl v aukci vynést 80 000 až 100 000 dolarů. Marge se chce o výtěžek z prodeje podělit s Van Houtenovými, ale Homer s tím nesouhlasí a říká, že Simpsonovi by se měli nejprve postarat o své vlastní finanční zabezpečení a prodej před nimi utajit. Milhouse uslyší rozhovor z Bartova domku na stromě a řekne to rodičům. Van Houtenovi veřejně zostudí Simpsonovy za jejich tajnůstkářství, což vyvolá rozkol v celém městě. 
Když aukce začíná, přijde Dawn, bývalá Kirkova milenka, a tvrdí, že jí obraz vzal. Dražba je pozastavena, dokud se nepodaří zjistit jeho vlastníka. Kirk řekne Homerovi, že obraz koupil na ostrově Isla Verde v Portoriku, kde žije komunita umělců. Homer a Líza se vydají do kavárny, v níž Kirk obraz koupil, aby potvrdili Kirkovo svědectví a legálnost Homerovy koupě. Majitelka kavárny potvrdí, že obraz prodala Kirkovi, ale když Homer začne oslavovat, vyruší ho jeden ze zákazníků. Tímto mužem je Klaus Ziegler, padělatel umění, jenž obraz vytvořil. Oklamal galerie po celém světě tím, že bezchybně napodobil techniky jiných malířů. Přestože Líza má proti Zieglerovým praktikám námitky, on ji přesvědčuje, že jeho padělky přinášejí lidem, kteří je vidí, potěšení. Homer mu zaplatí, aby vytvořil tři nové obrazy: rodinný portrét pro Van Houtenovy, nový obraz plachetnice do obývacího pokoje Simpsonových a křiklavý obraz hrací skříňky pro Homera. 
Epizoda končí krátkým dokumentem vyprávěným Zieglerem o historii Strupa, zapáchajícího, halucinogenního a vysoce návykového alkoholického nápoje, který se vaří na ostrově Isla Verde.

## Analýza
Tématem dílu je vnitřní hodnota umění a problematika padělků uměleckých děl. Zpochybňuje také pojem vlastnictví „bezcenného“ výrobku, který byl zakoupen od přítele a který je následně uznán za hodnotný, a uvažuje, zdali je nutné se o peníze rozdělit s původními majiteli. Den of Geek poznamenal, že epizoda vyzdvihuje „krásu padělání“. Článek se nad tím zamýšlel: „Co je to vlastnictví? Co je to obchod? Co je umění? Umění je zrcadlo nastavené tak, aby odráželo realitu, a žádné zrcadlo nebylo vytvořeno dostatečně velké, takže všechno umění je padělek.“. A pak odkázal na Homerovy subjektivní podmínky velkého umění: nahota, hologramy a strašné věci, které se dějí Ježíšovi. Další citát z epizody týkající se umění, který článek zmiňuje, je Homerův výrok: „Každý může mít svůj vlastní názor na to, proč je to nanic.“. Díl nenabízí žádné jednoduché odpovědi, místo toho je otevřená interpretaci a vyzývá ke všem názorům, aniž by některý konkrétní vnucovala. TV Fanatic poznamenává, že „je snadné vidět, jak obraz snadno rozdělí celé město Springfield. Rozhodně můžeme pochopit obě strany debaty.“
Los Angeles Times tvrdí, že díl „odráží řadu skutečných příběhů o umění, včetně případu Wolfganga Beltracchiho, odsouzeného německého padělatele umění, který byl vylíčen v pořadu 60 Minutes, a také případu krajinomalby Pierra-Augusta Renoira, jež byla zakoupena na bleším trhu za 7 dolarů.“. The A.V. Club poznamenal, že „Homer zde nemusí chápat podstatu umění. Potřebuje si uvědomit, že být sobeckým blbcem je, no, sobecké a blbé“, ačkoli dodal, že si přece objednává obrazy, aby pomohl zachránit manželství Luann a Kirka a nahradit obraz lodi. Tony Sokol z Den of Geek tvrdí, že hodnota umění je něco, co má společnou nit v celém seriálu Simpsonovi. Marge je malířka a v jedné epizodě namaluje nahý obraz pana Burnse, a on řekl, že „věděl, co v umění nenávidí, a nenáviděl to, co vytvořila, navzdory rozpakům, které mu to způsobilo“. Protože její obraz sděloval emoce i přes svou ošklivost, Den of Geek uvádí, že „dává smysl, že Marge ocení umělecké zpracování padělku, a přesto ocení prostý obraz lodi, který mohla dostat v supermarketu“. Odkazuje také na Lízinu lásku k umění (včetně jazzu a poezie) a říká, že „i El Barto byl skvělý graffiti umělec“.

### Let Richarda Bransona do vesmíru
Po letu Richarda Bransona do vesmíru v roce 2021 společností Virgin Galactic bylo poznamenáno, že díl zobrazuje Bransonův let do vesmíru o sedm let dříve.

## Přijetí
Dennis Perkins z The A.V. Clubu udělil dílu hodnocení B: „Válka umění je jako Simpsonovi na začátku, když mají volno – příjemně zapomenutelná. Až na to, že když měl starý seriál špatný týden, byla to sázka na jistotu, že další díl bude lepší. Teď je tu skličující pocit, že bude muset stačit epizoda klidné kompetence bez větších přešlapů.“. Dodal, že navzdory tomu, že jednou z řady kritik posledních Simpsonových byla „zdánlivá nezaujatost herců“, v tomto dílu bylo zřejmé, že Smith se Líze v její posedlosti morčaty věnuje na 100 %.
Tony Sokol z Den of Geek udělil epizodě 4 hvězdičky z 5 a napsal: „Už jsem řekl a řeknu to znovu, že Simpsonovi ční nad všemi současnými televizními sitcomy. Nejhorší epizoda Simpsonových bude mít pořád víc smíchu za minutu než nejlepší díl třeba Takové moderní rodinky. (…) Simpsonovi obvykle sypou vtipy. Tato konkrétní epizoda je sice stále napěchovaná vtípky, ale připomíná spíš Noc v opeře než Monkey Business. Používá méně skutečných kousků pro celkově kvalitnější komedii.“.
Teresa Lopezová ze serveru TV Fanatic udělila dílu dvě hvězdičky z pěti: „Ačkoli byla 15. epizoda 25. řady Simpsonových jasně zaměřeným a pronikavým pohledem na to, jak mohou peníze zničit vztahy, chyběl jí potřebný humor, který by vyvážil těžkopádné poučení.“.
Díl získal hodnocení 1,9 a sledovalo jej celkem 3,98 milionu lidí, čímž se stal druhým nejsledovanějším pořadem bloku Domination Animation ten večer.